# René Mouriaux
René Mouriaux, né le 17 septembre 1936 à Dole, est un politologue français.

## Biographie

### Jeunesse et études
René Mouriaux soutient une thèse de docteur d'État en science politique en 1985 à l'Institut d'études politiques de Paris intitulée Pertinence du marxisme pour une étude du syndicalisme et du salariat en France sous la direction de Georges Lavau. 

### Parcours professionnel
René Mouriaux enseigne à l'IEP de Paris. Il y a été directeur de recherche au Centre d'étude de la vie politique française contemporaine.
On lui doit en particulier de très nombreux ouvrages qui font autorité sur le syndicalisme français.
Il dirige notamment une publication annuelle, L'année sociale, de 1996 à 1998 (éditions de l'Atelier), puis la codirige à partir de 1999 (éditions Syllepse).

## Publications
- L'ouvrier français en 1970 (en coll. Gérard Adam), Paris, Armand Colin, 1971
- Les syndicats ouvriers en France (en coll. Jacques Capdevielle), Paris, Armand Colin, 3e éd, 1976
- L'univers politique et syndical des cadres (en coll. Gérard Grunberg), Paris, Presses de la Fédération Nationale des Sciences Politiques, 1980
- Les syndicats européens et la crise (en coll. Klaus Armingeon), Grenoble, Presses Universitaires de Grenoble, 1981
- La parole syndicale (en coll. Alain Bergounioux et al.), Paris, 1982
- La CGT Paris, Le Seuil, 1982
- Les syndicats dans la société française Paris, Presses de la Fédération Nationale des Sciences Politiques, 1983
- La forteresse enseignante: la Fédération de l'Éducation nationale (en coll. Véronique Aubert et al.), Paris, Fayard, 1985
- Syndicalisme et politique Paris, Éditions Ouvrières, 1985
- Le syndicalisme face à la crise Paris, La Découverte, 1986
- Mai 68. L'entre-deux de la modernité (en coll. Jacques Capdevielle) Paris, Presses de la Fédération Nationale des Sciences Politiques, 1988
- La CFDT (en coll. Guy Groux), Paris, Economica, 1989
- Petits boulots et grand marché européen (en coll. Jacques Capdevielle et Hélène Y. Meynaud) Paris, Presses de la Fédération Nationale des Sciences Politiques, 1990
- Les syndicats européens à l'épreuve (en coll. Geneviève Bibes et al.) Paris, Presses de la Fédération Nationale des Sciences Politiques, 1990
- Le syndicalisme en France Paris, Presses universitaires de France, coll. « Que sais-je ? », 1992, 5e éd, 2005
- La CGT. Crise et alternatives. (en coll. Guy Groux), Paris, Economica, 1992
- Le syndicalisme dans le monde, Paris, Presses universitaires de France, coll. « Que sais-je ? », 1993
- Le syndicalisme en France depuis 1945, Paris, La Découverte, 1994, 2e éd, 2004
- Comment nous ferons la révolution (en coll. avec Pierre Cours-Salies), réédition critique du roman d'Émile Pataud et Émile Pouget, Paris, Éditions Syllepse, 1995
- Le syndicalisme enseignant en France, Paris, Presses universitaires de France, coll. « Que sais-je ? », 1996
- L'unité syndicale en France (en coll. avec Pierre Cours-Salies), Paris, Syllepse, 1997
- Le souffle de décembre (en coll. avec Sophie Béroud), Paris, Syllepse, 1997
- Les crises du syndicalisme français, Paris, Montchrestien, coll. "Clefs", 1998
- Le syndicalisme à mots découverts (en coll. avec Anne-Marie Hetzel et al.), Paris, Syllepse, 1998
- Le mouvement social en France (en coll. avec Sophie Béroud et Michel Vakaloulis), Paris, La Dispute, 1997
- Cellatex. Quand l'acide a coulé. (en coll. avec Sophie Béroud et al.), Paris, Syllepse, 2001
- Deux récits de grève dans les années 1920 in Le Roman social de Sophie Béroud et Tania Régin (dir.), Paris, Éditions de l'Atelier, 2002
- Le vote ouvrier, Regards sur l'actualité, no 287, janvier 2003
- Quarante ans d'histoire de la CFDT (1964-2004) (en coll. avec Pierre Cours-Salies), Montreuil, I CGT HS, 2004
- La dialectique d’Héraclite à Marx, Paris, Syllepse, avril 2010
- Lucides (en coll. avec André Narritsens), Montreuil, IHS CGT, 2012
- Anthologie du syndicalisme français (en coll. avec Jean Magniadas et André Narritsens), Paris, Delga et IHS CGT, 2012
- Motivés (en coll. avec Jérôme Beauvisage), Montreuil, IHS CGT, 2015
- Histoire de la CGT: Bien-être, liberté, solidarité (en coll. avec Michel Pigenet, Jérôme Beauvisage [et al.], préface d'Élyane Bressol, postface de Maryse Dumas, Editions de l'Atelier, 2015  (ISBN 978-2708244719)